# Абі Варбург
Абі (Абрахам) Моріц Варбург (нім. Abraham Moritz Warburg, 13 червня 1866, Гамбург — 26 жовтня 1929, Гамбург, Німеччина) — німецький історик мистецтва.

## Життєпис
З родини відомих єврейських банкірів, що в XVI ст. перебралися з Італії (Болонья) до Варбурга, Німеччина. Старший з семи дітей Моріца та Шарлотти Варбург. Не став продовжувати родинну справу (спадкоємцем натомість став молодший син сімейства, Макс Варбург, 1867-1946). Його братами були американські фінансисти Пол Варбург та Фелікс Варбург.

## Дитинство та юність
Незважаючи на консервативне єврейське виховання та вплив родичів, Варбург з дитинства виступав проти релігійних ритуалів, яких дотримувалась родина. І замість того, щоб робити кар'єру раввина, лікаря або адвоката, почав вивчати історію.

## Навчання
У 1886 році почав вивчати археологію та історію мистецтв, а також медицину, психологію, історію релігії в Бонні, Мюнхені, Страсбурзі, серед його викладачів були Герман Узенер та Карл Лампрехт. Продовжив навчання у Мюнхені та у Страсбурзі, де під керівництвом Губерта Янтішека працював над дисертацією за двома шедеврам Боттічеллі — Народження Венери і Весна.
У 1888-1889 рр. вивчав історію цих картин у Флоренції. Варбурга Абі цікавило використання природничих наук у гуманітарній сфері.
Завершив і видав дисертацію у 1893 р. По закінченні докторантури, Варбург протягом двох семестрів навчався на медичному факультеті Берлінського університету, де відвідував лекції з психології.
У 1893-1895 працював у Флоренції.

## Подорож до США
Наприкінці 1895 р. його брат Пол одружився у Нью-Йорку, і Абі використав цю нагоду для подорожі в США. Протягом зими він побував у Колорадо, Нью-Мексико та Пасадені. Повернувшись до Пуебло навесні, Варбург зустрічався з антропологами Джеймсом Муні та Френком Гамільтоном Кашингом у Смітсонівському інституті. Саме Кашинг надихнув Варбурга на подорож регіонами індіанців пуебло. Важливою частиною подорожі було перебування у резервації племені хопі. Варбург був вражений їхньою культурою, архітектурою, ритуалами, а також мистецтвом династії художників-керамістів Нампейо. Разом із менонітським місіонером Генрі Вотом, Варбург став свідком підготовки до церемонії кінця зими.

## Флоренція
У 1897 р. Абі Варбург одружився художницею Марі Герц, яка була дочкою сенатора з Гамбургу. У цьому шлюбі народилось троє дітей: Маріетта (1899—1973 рр.), Макс Адольф (1902—1974 рр.) та Фред (1904—2004). У 1898 р. Варбург із сім'єю оселився у Флоренції. Там серед їхнього оточення були: скульптор Адольф фон Гільдебрандт, поетеса Ізольда Курц, архітектор Герберт Хорн. Під час перебування у Флоренції Варбург досліджував умови життя художників Ренесансу. Робота у Флоренції дала йому змогу у 1899 р. провести серію лекцій, присвячених Леонардо да Вінчі, які мали місце у Кунстхалле у Гамбурзі. На цих лекціях обговорювалась вплив на мистецтво Леонардо творчості римського архітектора Вітрувія. Окрім цього Варбург займався питанням пов'язаності мистецтва Ботічеллі з античним одягом. Жіночий одяг набуває символічного значення у відомому есе Варбурга на прикладі одягу німф та Богородиці на фресці Доменіко Гірляндайо у базиліці Санта-Марія-Новелла.

## Повернення до Гамбургу
У 1902 р. Абі Варбург разом із сім'єю повернувся до Гамбургу, де він прочитав серію лекцій, присвячених своїм дослідженням у Флоренції. Не прийняв пропозицію викладати в Університеті Мартіна Лютера у 1912, натомість став членом правління Гамбурзького музею етнології. Окрім цього після 1919 року викладав у Гамбурзькому університеті. Тоді вже з'явилися ознаки психічного захворювання, які позначалися на його викладанні. Він страждав від нападів депресії та шизофренії і у 1921-1924 рр. лікувався в неврологічній клініці Людвіга Бинсвангера у Кройцлінгені. Після виписки з лікарні періодично читав лекції та проводив семінари (у 1924-1929). Помер у 1929 р. від інфаркту міокарда.
У 1909 році заснував бібліотеку видань з історії культури — приватне зібрання, відкрите для дослідників та публіки. У 1921 році воно перетворено його учнями Фріцем Закслем та Гертрудою Бінг в Інститут Абі Варбурга. До Інституту були близькі, серед інших, Ернст Кассірер та Гершем Шолем. У 1934 році Інститут переведений до Лондона і працює при Лондонському університеті.

## Атлас Мнемозіни
У грудні 1927 р. Варбург розпочав роботу над працею про культурну пам'ять «Атлас Мнемозіни», який залишився незавершеним . Він складається з 40 дерев'яних панелей, на яких закріплено близько тисячі зображень з книг, журналів та газет. Ці зображення були поділені за такими темами:
1. Координати пам'яті.
2. Астрологія та міфологія.
3. Археологічні моделі.
4. Міграції античних богів.
5. Рушії традиції.
6. Вторгнення античності.
7. Формула емоцій Діоніса.
8. Ніке та Фортуна.
9. Від Музи до Мане.
10. Дюрер: боги Півночі.
11. Доба Нептуна.
12. «Art officiel» і бароко.
13. Відродження античності.
14. Класична традиція сьогодення.

В «Атласі…» не було підписів, лише кілька текстів. Ця робота не була завершена через смерть Варбурга у 1929 р.

## Наукова діяльність та її значення
Зазнав впливу думки Ніцше та Фрейда. Праці Варбурга вплинули на широке коло історико-гуманітарних дисциплін, багато в чому визначили проблемні та тематичні розробки Ервіна Панофскі, Ернста Гомбріха, Френсіса Єйтса, Ернста Роберта Курціуса, Вальтера Беньяміна, дали початок іконології в мистецтвознавчих дослідженнях. В останні роки до його робіт звернулися Карло Гінзбург, Джорджо Агамбен та Жорж Діді-Юберманн.

## Визнання
З 1980 в Гамбурзі вручається премія Абі Варбурга, в 1988 її лауреатом став Майкл Баксендолл, в 1992 — Карло Гінзбург.
У 1993 в Гамбурзі заснований другий Інститут Абі Варбурга.

## Цитати
- Бог — у деталях.
- Сам себе Варбург описував як «Гамбуржець у серці, єврей по крові і флорентієць духом».

## Публікації
- Gesammelte Schriften. Bd.1-2. Leipzig: B.G. Teubner, 1932 (багаторазово доповнювалося і перевидавався)
- Der bilderatlas Mnemosyne. Berlin: Akademie Verlag, 2000